# Görresberg und Schievelsberg
Koordinaten: 50° 39′ 58″ N, 6° 40′ 52″ O
Das Naturschutzgebiet Görresberg und Schievelsberg liegt auf dem Gebiet der Stadt Zülpich im Kreis Euskirchen in Nordrhein-Westfalen.
Das aus zwei Teilflächen bestehende Gebiet erstreckt sich südöstlich der Kernstadt Zülpich und südwestlich des Zülpicher Stadtteils Ülpenich. Nördlich des Gebietes verläuft die B 56 und am südwestlichen Rand der südlichen Teilfläche die B 477.  Östlich und nordöstlich der nördlichen Teilfläche erstreckt sich das 55,1 ha große Naturschutzgebiet (NSG) Bleibachniederung und westlich der südlichen Teilfläche  das 31,6 ha große NSG Feucht- und Obstwiesen am Marienbach.

## Bedeutung
Das etwa 60,4 ha große Gebiet wurde im Jahr 2008 unter der Schlüsselnummer EU-174 unter Naturschutz gestellt.